# Mister Rio Grande do Sul 2015
Mister Rio Grande do Sul 2015 foi a 10.ª edição do tradicional concurso de beleza masculino de Mister Rio Grande do Sul que seleciona o melhor gaúcho para que este leve a sua cultura e a sua beleza em busca do título nacional de Mister Brasil. O evento ocorreu entre os dias 18 e 20 de Dezembro do mesmo ano, com final realizada no dia 20 no Canoas Parque Hotel, sob a coordenação de Marcelo Sóes. Estima-se a participação de 35 candidatos. O vencedor do ano passado, o canoense Bruno Vasconellos passou a faixa ao seu sucessor no final do certame.

## Resultados

### Colocações
| Colocação                | Município e Candidato |
| Mister Rio Grande do Sul | - Novo Hamburgo - Diego Heldt |
| 2.º. Lugar               | - Caxias do Sul - Lucas Bertuzzo |
| 3.º. Lugar               | - Taquara - Denis Elizier |
| 4.º. Lugar               | - Estrela - Renan Gabe |
| 5.º. Lugar               | - Farroupilha - Jardel Marostega |
| 6.º. Lugar               | - Bento Gonçalves - Gilberto Júnior |
| (TOP 15) Semifinalistas  | - Canoas - Vander Bandeira - Gramado - Rafael Costa - Imbé - Eduardo Marques - Muçum - André Capalonga - Porto Alegre - Carlos Erwig - Santa Maria - Douglas Lobo - Sapucaia do Sul - Rayed Carpes - Torres - Vinicius Held - Xangri-lá - Juan Amaral                                                        |
| (TOP 25) Semifinalistas  | - Bagé - Igor Camargo - Canela - Cristian Vanelli - Dois Irmãos - Eduardo Silva - Esteio - Daniel Fraga - Guaíba - Lukas Fröhlich - Lajeado - André Nitsche - Pelotas - Jonathan Amaral - Quevedos - Alef Morais - Rosário do Sul - Kalledy Borges - Sapiranga - Brauniel Mello - Tramandaí - Felipe Geitens |

      Candidatos classificados para a disputa de Mister Brasil 2015.

### Prêmio Especial
- Foi distribuído o seguinte prêmio a um dos candidatos:

| Prêmio               | Município e Candidato       |
| Mister Amizade       | - Canela - Cristian Vanelli |
| Mister Solidariedade | - Parobé - Maicon Queiroz   |

## Jurados
Avaliaram os candidatos antes da grande final:
| 1. Deise Nunes, Miss Brasil 1986; 2. Evandro Hazzy, Diretor Técnico do Miss Brasil; 3. Jhonatan Marko, Mister Rio Grande do Sul 2012; 4. Jorginho Goulart, hair-stylist; 5. Ju Muller, modelo; 6. Laís Berté, Miss Mundo Rio Grande do Sul 2015; 7. Leonora Weimer, modelo; | 1. Lucas Montandon, Mister Brasil 2013; 2. Marceli Almeida, Miss Mundo Ilhas do Guaíba 2013; 3. Marcelo Zingalli, fotógrafo; 4. Márcio Wëiss, consultor de imagem; 5. Marina Streit, Garota Verão 2014; 6. Nadine Dubal, Garota Verão 1995; 7. Tiago Fontanive, Biomédico especializado em Biomedicina Estética; |

## Provas Preliminares
| Colocação               | Município e Candidato |
| 1                       | - Estrela - Renan Gabe |
| 2                       | - Quevedos - Alef Morais |
| 3                       | - Gramado - Rafael Costa |
| (TOP 18) Semifinalistas | - Arroio do Sal - Matheus Trindade - Bento Gonçalves - Gilberto Júnior - Canoas - Vander Bandeira - Dilermando de Aguiar - Victor Bastos - Dois Irmãos - Eduardo Silva - Itaara - Adolfo Van Ende - Lajeado - André Nitsche - Novo Hamburgo - Diego Heldt - Passo Fundo - Guilherme Dias * - Pelotas - Jonathan Amaral - Porto Alegre - Carlos Erwig - Rosário do Sul - Kalledy Borges - Santa Maria - Douglas Lobo - Sapucaia do Sul - Rayed Carpes - Tramandaí - Felipe Geitens |

| Colocação | Município e Candidato  |
| 1         | - Estrela - Renan Gabe |

| Colocação | Município e Candidato         |
| 1         | - Novo Hamburgo - Diego Heldt |

| Colocação | Município e Candidato       |
| 1         | - Encantado - Rafael Feltez |

## Candidatos
Todos os aspirantes ao título deste ano:
| - Arroio do Sal - Matheus Trindade - Bagé - Igor Camargo - Bento Gonçalves - Gilberto Júnior - Canela - Cristian Vanelli - Canoas - Vander Bandeira - Caxias do Sul - Lucas Bertuzzo - Dilermando de Aguiar - Victor Bastos - Dois Irmãos - Eduardo Silva - Encantado - Rafael Feltez - Esteio - Daniel Fraga - Estrela - Renan Gabe - Farroupilha - Jardel Marostega - Gramado - Rafael Costa - Gravataí - Patrick de Souza - Guaíba - Lukas Fröhlich - Igrejinha - Diogo Cherutti - Imbé - Eduardo Marques - Itaara - Adolfo Von Ende | - Jaguarão - Eduardo Gasparoni - Lajeado - André Nitsche - Muçum - André Capalonga - Novo Hamburgo - Diego Heldt - Parobé - Maicon Queiroz - Pelotas - Jonathan Amaral - Porto Alegre - Carlos Erwig - Quevedos - Alef Morais - Roca Sales - Diego Poletti - Rosário do Sul - Kalledy Borges - Santa Maria - Douglas Lobo - Sapiranga - Brauniel Mello - Sapucaia do Sul - Rayed Carpes - Taquara - Denis Elizier - Torres - Vinicius Held - Tramandaí - Felipe Geitens - Xangri-lá - Juan Amaral |